# Samoa (Schiff, 1883)

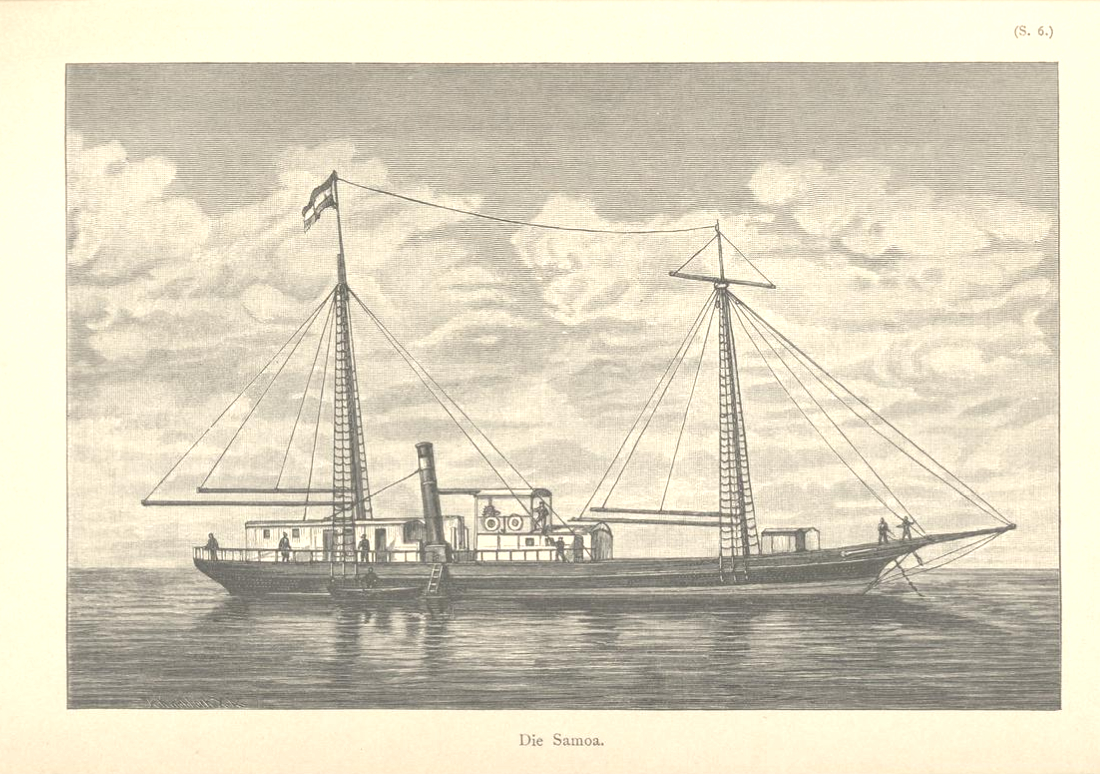
Deutscher Dampfer Samoa, gezeichnet von Otto Finsch, ca. 1884–1885

Die Samoa war ein Dampfschiff, das eine bedeutende geschichtliche Rolle beim Beitrag Deutschlands zum politischen Wettlauf um die Kolonialisierung der Südsee spielte.

## Schiffsdaten
Der Stapellauf erfolgte im März 1883 im Fischerdorf Tomakin in der britischen Kolonie Neu-Süd-Wales in Australien als Sophia Ann. Gebaut wurde der hölzerne, gekupferte Dampfer mit Hilfsbesegelung von der Werft W. Peat. Das Schiff hatte 112 Bruttoregistertonnen und war 37 Meter lang. Als zusätzlicher Antrieb diente dem Zweimaster eine Dampfmaschine mit 35 PS von R.&J. Morrison & Bearley.
Am 11. Juli 1884 kaufte die „Deutsche Handels- und Plantagen-Gesellschaft der Südsee-Inseln zu Hamburg“ das Schiff, benannte es in Samoa um und ließ es in Hamburg registrieren. Kapitän wurde der Antarktis-Forscher und Entdecker Eduard Dallmann, Erster Steuermann Hinrich Sechstroh. Der erste Maschinist wurde ebenfalls aus Hamburg mitgebracht. Die übrigen 14 Seeleute wurden in Sydney angeheuert. Mit Ausnahme eines dänischen Matrosen waren alle Besatzungsmitglieder Deutsche in Australien.
Am 27. Juli 1885 wurde das Schiff unter Beibehaltung von Dallmanns Kommando an den Bankier und Kolonial-Unternehmer Adolph von Hansemann in Berlin verkauft, dann am 1. Mai 1889 erneut an die Neuguinea-Kompagnie in Berlin.

## Samoafahrten: Die Südsee-Expedition unter Finsch

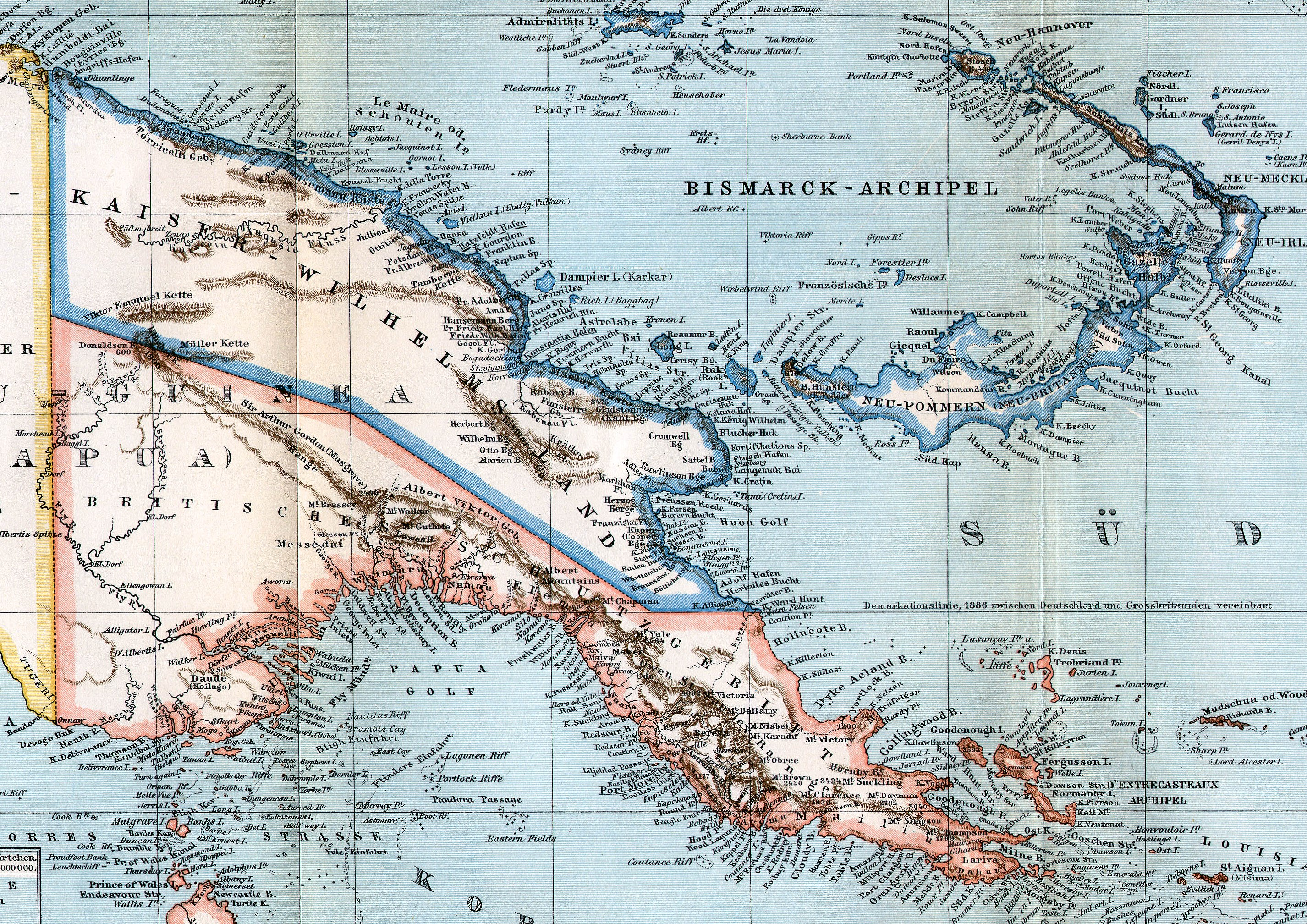
Kaiser-Wilhelms-Land

Am 11. September 1884 verließ das Schiff den Hafen von Sydney. Aus Tarnungsgründen wurde fälschlich das Reiseziel Phoenixinseln angegeben. In Sydney ging auch der Ethnologe, Ornithologe und Agent der Deutschen Neuguinea-Kompagnie Otto Finsch als angeblicher wissenschaftlicher Leiter der Expedition an Bord. Finsch war bereits am 29. Juli eingetroffen, das Auslaufen verzögerte sich aber wegen einiger Umbauarbeiten, da das Schiff zu einem Expeditionsschiff umgerüstet werden musste.
Die Samoa wurde nach kurzer Zeit durch zwei deutsche Kriegsschiffe, Hyäne, ein Kanonenboot unter dem Kommando von Kapitänleutnant Langemack, und Elisabeth, eine gedeckte Korvette unter dem Kommando von Kapitän zur See Rudolf Schering, eskortiert.
Ausgangspunkt der Samoafahrten war die Insel Mioko, Teil der Duke-of-York-Inseln (von 1885 bis 1919 Neu-Lauenburg). Die Insel ist nur 1,9 km² groß, hat aber einen guten Naturhafen. Die dortige Station der Deutschen Handels- und Plantagengesellschaft (DHPG) war daher bereits seit 1875 eine wichtige Basis für Expeditionen und die Kolonialisierungsbestrebungen der Hamburger Handelshäuser Hernsheim und Godeffroy.
Am 26. September wurde vor Mioko der Kaiserliche Kommissar für den Neubritannienarchipel, Gustav von Oertzen, an Bord genommen und Kurs auf die Astrolabe-Bay gesetzt. Am 27. November 1884 wurde auf der so genannten „Flaggenhalbinsel“ in Finschhafen die deutsche Flagge gehisst. Gemeinsam handelten Finsch und von Oertzen auf zwei Reisen entlang der Nordostküste Neuguineas und den vorgelagerten Inseln mit den Papua-Einwohnern Verträge und Schutzbriefe aus, welche die Grundlage für die Ausrufung des Schutzgebietes Deutsch-Neuguinea aus Kaiser-Wilhelms-Land und Bismarck-Archipel bildeten. Zumindest Finsch war sich darüber im Klaren, dass die Papua weder die Verträge mit seiner Handelsgesellschaft noch mit dem Deutschen Reich verstehen würden.
Am Ende der fünften und letzten Samoafahrt am 28. Mai 1885 hatte die Samoa 5.000 nautische Meilen zurückgelegt. Neben zahlreichen geographischen, botanischen und völkerkundlichen Erkenntnissen hatten diese Fahrten auch bedeutende, wenngleich umstrittene Territorialgewinne für das Deutsche Reich im melanesischen Teil Ozeaniens gebracht.
Nach erheblichen diplomatischen Verstimmungen zwischen Deutschland und Großbritannien lenkte der britische Kolonialminister schließlich ein und erkannte Deutsch-Neuguinea als Kolonie des Reiches an.
Als Ergebnis der Besitznahme wurde Nordost-Neuguinea bis zum Versailler Vertrag Teil der Deutschen Schutzgebiete in der Südsee.

## Unglück vor Ballina
Nach Abschluss der Expeditionen wurde die Samoa an eine australische Reederei verkauft. Am 11. April 1908 lief der wieder in Sophia Ann umgetaufte Dampfer vor Ballina an der australischen Küste auf Grund. Der herbeigeeilte Schlepper Rescue konnte die Sophia Ann noch vertäuen, lief dann aber selbst auf Grund. Beide Schiffe endeten als Totalverlust.